# Ловелл, Том
Том Ловелл (англ. Tom Lovell; 5 февраля 1909, Нью-Йорк — 29 июня 1997 Нью-Мексико) — американский иллюстратор и художник. Автор многих обложек и иллюстраций для популярных журналов, в том числе для National Geographic. Создал много работ о Диком Западе, в частности о взаимоотношениях белых поселенцев и индейцев. Кроме того иллюстрировал материалы о войнах, в которых принимала участие армия США. В 1974 году Ловелл был введён в Зал славы Общества иллюстраторов.

## Биография

### Детство и юность
Ловелл родился в Нью-Йорке 5 февраля 1909 года в семье инженера-телефониста Генри С. Ловелла и Эдит Скотт (Рассел) Ловелл. Он был вторым из трёх детей. В детстве Том много читал. Он не обучался рисованию в ранние годы, но часто посещал Музей естественной истории в Нью-Йорке, где особо интересовался жизнью коренных американцев, их оружием и одеждой.
В 1927 году Том Ловелл окончил среднюю школу. На выпускном вечере он выступил с речью, где осудил «жестокое обращение со стороны правительства США по отношению к американским индейцам». В том же году он поступил в Сиракузский университет.

### Образование
Ловелл учился в Сиракузском университете с 1927 по 1931 годы. Под влиянием своего соседа по комнате в колледже Гарри Андерсона, а также сокурсника Элтона Факса и преподавателя Хиббарда В. Б. Клайна Том Ловелл принял решение стать иллюстратором. Ещё будучи студентом Том начал рисовать на заказ для популярных изданий. Он иллюстрировал рассказы о ковбоях и индейцах, гангстерах и полицейских.

### Женитьба
В 1934 году Ловелл женился на Глойд «Пинк» Симмонс и переехал в Норуолк, штат Коннектикут. У супругов родилось двое детей, Давид и Дебора.

### Карьера
В начале 1930-х годов Ловелл снял в Нью-Йорке студию на пару с Гарри Андерсоном и Элом (Ником) Картером. Позднее он переехал в Нью-Рошелл недалеко от Нью-Йорка, где обосновался в колонии художников. Нью-Рошелл была домом для многих известных иллюстраторов. В частности здесь Том познакомился с Норманом Роквеллом.
После 1936 года Ловелл начал активно работать с рекламными агентствами, рисуя яркие постеры. Одновременно он сотрудничал со многими журналами, в том числе с такими как Redbook, Life, Collier’s, The American, Woman’s Home Companion и Cosmopolitan. С 1940 года Ловелл начал создавать рисованные обложки для многих журналов: Ace-High Western, Clues, Complete, Detective Tales, Dime Detective, Rangeland Romances, Star Western и Top-Notch. Он также рисовал пером и тушью интерьерные иллюстрации для The Shadow, Courtroom Stories, Popular Western и Triple Western.
В 1940 году Ловелл и его семья переехали в колонию художников в Уэстпорте, штат Коннектикут. Там где Том подружился с Гарольдом фон Шмидтом, Джоном Клаймером и Робертом Лохидом. В 1972 году Ловеллы переехали в Санта-Фе, штат Нью-Мексико.
Во время Второй мировой войны Том Ловелл служил в течение двух лет в резерве морской пехоты в звании сержанта. Его командировали в Вашингтон (округ Колумбия) вместе с Джоном Климером и Фредом Лассвеллом, для работы над иллюстрациями к журналу морской пехоты Leatherneck Magazine.
После демобилизации Ловелл вернулся в Уэстпорт и продолжил рисовать. Он подготовил много исторических иллюстраций для журнала National Geographic. В том числе он создал картины, посвящённые норманнскому вторжению в Англию, завоеваниям Александра Македонского и походам викингов. В своих рисунках Ловелл старался воспроизвести все детали с максимальной точностью и достоверностью. Для этого он внимательно изучал историю оружия, амуницию, старинные доспехи, а также корабли. Художник не раз посещал те места, где происходили знаменитые битвы или ключевые события.
Том Ловелл создал серию картин картин для Церкви Иисуса Христа Святых последних дней.
В 1969 году по заказу «Фонда Абеля-Хангера» Том Ловелл создал серию работ, посвященных истории южных штатов США. В настоящее время эти картины находятся в постоянной экспозиции Музея нефти в Мидленде, Техас. Эти рисунки, в основном о коренных американцах, стали поворотным моментом в карьере художника. С 1970 года он целиком сосредоточился на изображениях жизни индейцев и исследователях Дикого Запада.
В 1977 году Ловелл купил в Санта-Фе участок в семь акров где построил дом и студию.

### Смерть
Ловелл погиб в автокатастрофе в Нью-Мексико 29 июня 1997 года, в возрасте 88 лет. Вместе с ним погибла и его 48-летняя дочь Дебора.

## Награды и премии
В 1973 году Ловелла пригласили стать членом Национальной академии художников, специализирующихся в жанре вестерн. Том стал единственным художником, который дважды получал престижную премию Prix de West. В 1974 году он был избран в Зал славы Общества иллюстраторов. В 1992 году Ловелл получил премию Роберта Лафвида NAWA, а также награду за достижения в живописи. В 1994 году он предоставил несколько своих работ для постоянной экспозиции Национальной академии художников рисующих в жанре вестерн в Оклахома-Сити.
Коллекция личных писем, фотографий и альбомов Тома Ловелла, а также много его картин в настоящее время хранятся в Коллекционном центре Архива музея Нормана Роквелла. В 2006 году несколько картин Ловелла были представлены на выставке «National Geographic: Искусство исследования».

## Ловелл о своих методиках создания работ
Ловелл любил говорить: «Я считаю себя сказочником с кистью. Я пытаюсь оказаться в воображаемых ситуациях, чтобы создать интересные и увлекательные иллюстрации. Я стараюсь рисовать картины, в которых главное — реальные люди».
О методах исторического исследования Ловеел пояснял: «Когда вы рисуете историю, вы должны погружаться в события многовековой давности. Важная помощь в этом деле — книги. Но писателям не нужен такой объём информации, в которой нуждается художник. С помощью нескольких хорошо подобранных слов писатель может ярко обрисовать образ своего героя. В то же время художник должен знать всё о костюмах, оружии, архитектуре той эпохи, чтобы достоверно проиллюстрировать книгу. Нужно знать о тысячах мелочей: чем украшали стены и какими гвоздями прибывали подковы к копытам лошадей. Я не был рядом с Александром Македонским. Но я не жалел времени и изучил все доступные источники, чтобы без ошибок изобразить его поход в Индию».